# Mikkelvik
Mikkelvik est une localité du comté de Troms og Finnmark, en Norvège. Elle est située à l'extrémité nord-ouest de l'île de Ringvassøya.

## Géographie
Mikkelvik est situé au bord du Skagøysundet en face de l'île de Rebbenesøya.

## Transport
Mikkelvik est desservi par la route départementale 7910 qui traverse Ringvassøya.
Mariagården ferjekai est le port de départ du ferry pour Bromnes sur Rebbenesøya. En 2024, il y avait 6 aller retour par jour par la compagnie Torghatten.

## Quelques vues de Mikkelvik

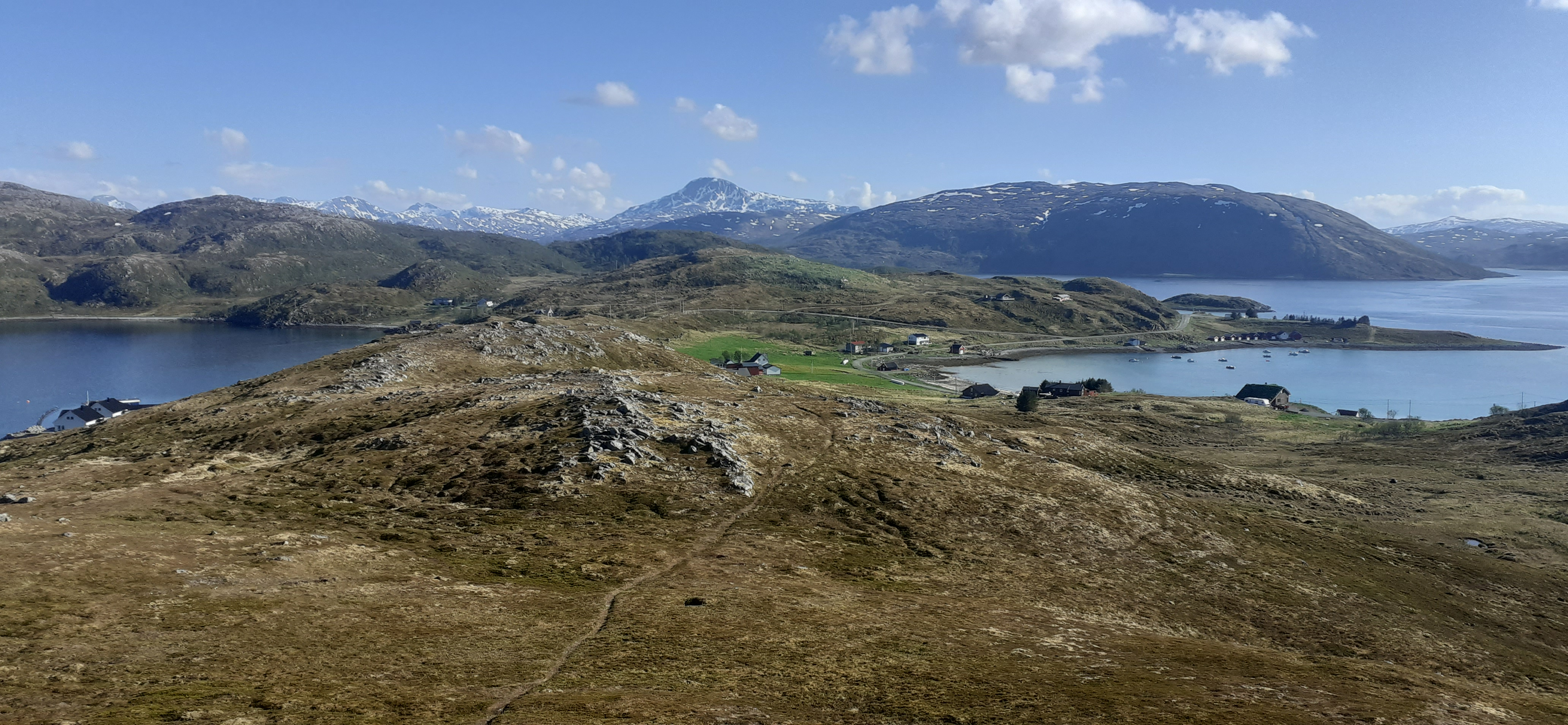
Vue de Mikkelvika depuis la péninsule de Dyrsnes
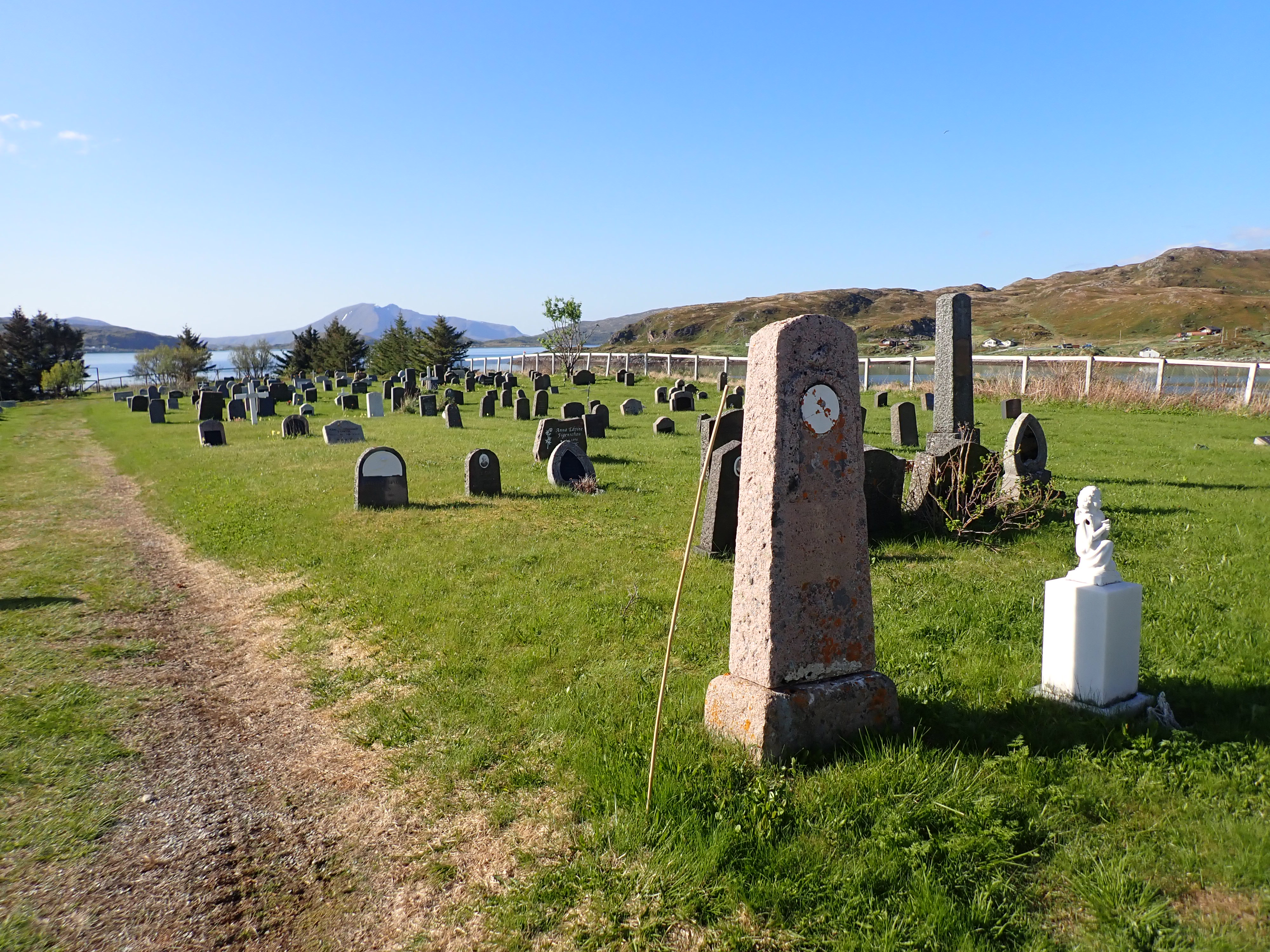
Cimetière de Lyngnes
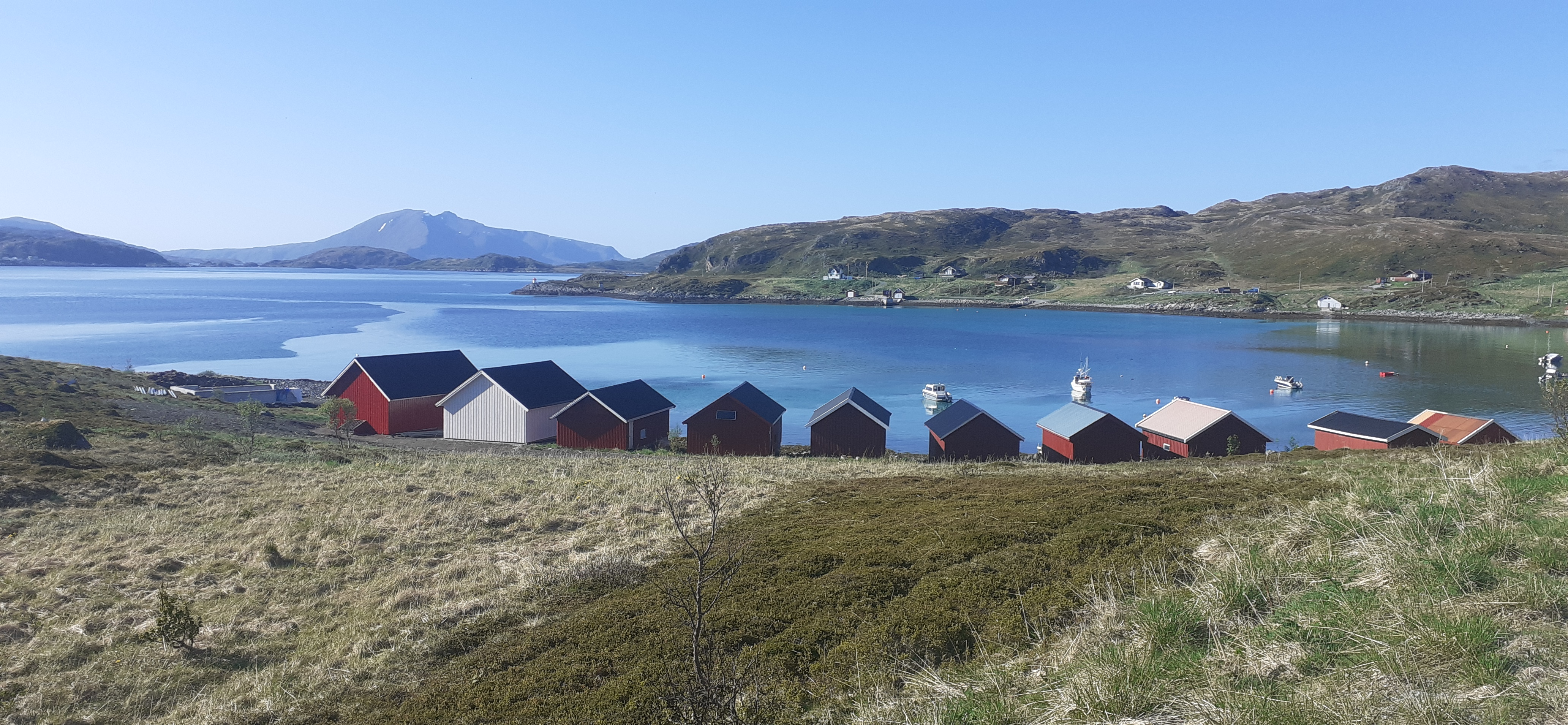
Baie de Mikkelvika